# 지지 람브리노
조아나 마리 발렌티나 "지지" 람브리노(러시아어: Joanna Marie Valentina "Zizi" Lambrino, 1898년 10월 3일 ~ 1953년 3월 11일)는 루마니아의 카롤 2세의 첫 번째 부인이었다. 그들은 부쿠레슈티에서 1920년에 태어난 카롤이라는 한 아들이 있었다.